# Manfredo I de Turín
Manfred I o Maginfred (muerto c. 1000. ) fue el segundo marqués Arduínida de Susa desde 977 hasta su muerte. Manfred era el hijo mayor de Arduin Glaber, de quien  heredó el condado de Auriate y la vasta Marca de Susa. La marca se extendía desde el valle de Susa por los Alpes a través del Po hasta el Mar Ligur. Aunque reinó durante casi veinticinco años, hay pocas evidencias de sus actividades en las fuentes que han llegado hasta nosotros. Bajo su mando, Pavía se convirtió en una ciudad mercantil.Controló también el camino que unía Génova y Marsella.
Manfred se casó con Prangarda, hija de Adalberto Atto de Canossa, probablemente después de 962. Prangarda y Manfred tuvieron varios hijos, entre los que se cuentan: Ulrico Manfredo II de Turín, Alric, Otto, Atto, Hugo, Wido. Gundulph; padre de Anselmo de Canterbury, pudo haber sido uno de sus hijos o nietos.